# World Team Cup 1990
Der World Team Cup 1990 fand vom 21. bis 27. Mai 1990 im Düsseldorfer Rochusclub statt und wurde im Freien auf Sand gespielt. In derselben Woche fanden in Bologna die Bologna Open statt, die wie der World Team Cup zur World Series gehörte. Das Turnier fungierte als inoffizielle Team-Weltmeisterschaft im Herrentennis.
Insgesamt nahmen acht Mannschaften teil. Aus zwei Vierergruppen zogen jeweils die Gruppenersten ins Finale ein und traten gegeneinander an. Bei Punktgleichstand zählte der direkte Vergleich.
Titelverteidiger Deutschland wurde in der Gruppenphase nur Dritter und schied damit aus. Das Team aus Jugoslawien besiegte die Vereinigten Staaten im Finale mit 2:1 und sicherte sich den ersten Titelgewinn.

## Mannschaften

### Gruppe A
| Vereinigte Staaten |
| ------------------ |
| Brad Gilbert       |
| Jim Courier        |
| Ken Flach          |
| Robert Seguso      |

| Spanien         |
| --------------- |
| Jordi Arrese    |
| Sergi Bruguera  |
| Tomás Carbonell |

| BR Deutschland |
| -------------- |
| Boris Becker   |
| Carl-Uwe Steeb |
| Michael Stich  |
| Eric Jelen     |

| Sowjetunion            |
| ---------------------- |
| Andrei Tscherkassow    |
| Alexander Wolkow       |
| Andrei Olchowski       |
| Wladimer Gabritschidse |

### Gruppe B
| Jugoslawien          |
| -------------------- |
| Goran Prpić          |
| Goran Ivanišević     |
| Slobodan Živojinović |

| Argentinien        |
| ------------------ |
| Martín Jaite       |
| Alberto Mancini    |
| Javier Frana       |
| Christian Miniussi |

| Schweden          |
| ----------------- |
| Stefan Edberg     |
| Magnus Gustafsson |
| Jonas Svensson    |

| Österreich       |
| ---------------- |
| Thomas Muster    |
| Alex Antonitsch  |
| Thomas Buchmayer |
| Oliver Fuchs     |

## Hauptrunde

### Gruppe A

#### Tabelle
| Rang | Team               | Punkte | Matches | Sätze |
| ---- | ------------------ | ------ | ------- | ----- |
| 1    | Vereinigte Staaten | 3:0    | 6:3     | 13:7  |
| 2    | Spanien            | 2:1    | 5:4     | 11:10 |
| 3    | BR Deutschland     | 1:2    | 5:4     | 12:9  |
| 4    | Sowjetunion        | 0:3    | 2:7     | 6:16  |

#### Ergebnisse
| \| Datum: 21./22. Mai 1990 \| |                                           |               |
| Vereinigte Staaten            | Sowjetunion                               | 2 : 1         |
| Jim Courier                   | Alexander Wolkow                          | 6:4, 6:4      |
| Brad Gilbert                  | Andrei Tscherkassow                       | 6:2, 6:3      |
| Jim Courier / Ken Flach       | Wladimer Gabritschidse / Andrei Olchowski | 3:6, 6:1, 6:7 |
| Datum: 21./22. Mai 1990       |                                           |               |

| \| Datum: 21./22. Mai 1990 \|    |                            |               |
| Spanien                          | BR Deutschland             | 2 : 1         |
| Sergi Bruguera                   | Carl-Uwe Steeb             | 6:2, 4:6, 6:3 |
| Jordi Arrese                     | Boris Becker               | 6:2, 6:1      |
| Sergi Bruguera / Tomás Carbonell | Eric Jelen / Michael Stich | 3:6, 2:6      |
| Datum: 21./22. Mai 1990          |                            |               |

| \| Datum: 23./24. Mai 1990 \| |                         |               |
| BR Deutschland                | Vereinigte Staaten      | 1 : 2         |
| Boris Becker                  | Brad Gilbert            | 6:1, 6:1      |
| Carl-Uwe Steeb                | Jim Courier             | 3:6, 6:1, 3:6 |
| Boris Becker / Eric Jelen     | Jim Courier / Ken Flach | 2:6, 2:6      |
| Datum: 23./24. Mai 1990       |                         |               |

| \| Datum: 23./24. Mai 1990 \|    |                                     |               |
| Spanien                          | Sowjetunion                         | 2 : 1         |
| Sergi Bruguera                   | Alexander Wolkow                    | 7:5, 6:3      |
| Jordi Arrese                     | Andrei Tscherkassow                 | 6:2, 4:6, 7:6 |
| Sergi Bruguera / Tomás Carbonell | Andrei Olchowski / Alexander Wolkow | 6:4, 1:6, 6:7 |
| Datum: 23./24. Mai 1990          |                                     |               |

| \| Datum: 24./25. Mai 1990 \|    |                         |          |
| Spanien                          | Vereinigte Staaten      | 1 : 2    |
| Jordi Arrese                     | Brad Gilbert            | 7:5, 7:5 |
| Sergi Bruguera                   | Jim Courier             | 5:7, 1:6 |
| Sergi Bruguera / Tomás Carbonell | Jim Courier / Ken Flach | 5:7, 1:6 |
| Datum: 24./25. Mai 1990          |                         |          |

| \| Datum: 24./25. Mai 1990 \| |                                              |               |
| Deutschland                   | Sowjetunion                                  | 3 : 0         |
| Carl-Uwe Steeb                | Alexander Wolkow                             | 7:5, 7:5      |
| Boris Becker                  | Andrei Tscherkassow                          | 6:4, 6:4      |
| Eric Jelen / Michael Stich    | Andrei Tscherkassow / Wladimer Gabritschidse | 6:4, 6:7, 6:2 |
| Datum: 24./25. Mai 1990       |                                              |               |

### Gruppe B

#### Tabelle
| Rang | Team        | Punkte | Matche | Sätze |
| ---- | ----------- | ------ | ------ | ----- |
| 1    | Jugoslawien | 3:0    | 7:2    | 15:4  |
| 2    | Argentinien | 2:1    | 6:3    | 12:7  |
| 3    | Schweden    | 1:2    | 4:8    | 9:10  |
| 4    | Österreich  | 0:3    | 1:8    | 2:16  |

#### Ergebnisse
| \| Datum: 21./22. Mai 1990 \|     |                                |          |
| Schweden                          | Jugoslawien                    | 1 : 2    |
| Magnus Gustafsson                 | Goran Ivanišević               | 6:4, 6:2 |
| Stefan Edberg                     | Goran Prpić                    | 1:6, 4:6 |
| Stefan Edberg / Magnus Gustafsson | Goran Ivanišević / Goran Prpić | 4:6, 2:6 |
| Datum: 21./22. Mai 1990           |                                |          |

| \| Datum: 21./22. Mai 1990 \|     |                                    |          |
| Argentinien                       | Österreich                         | 2 : 1    |
| Alberto Mancini                   | Thomas Buchmayer                   | 6:2, 6:4 |
| Martín Jaite                      | Alex Antonitsch                    | 4:6, 6:7 |
| Javier Frana / Christian Miniussi | Alex Antonitsch / Thomas Buchmayer | 6:3, 6:3 |
| Datum: 21./22. Mai 1990           |                                    |          |

| \| Datum: 23./24. Mai 1990 \|      |                                 |          |
| Jugoslawien                        | Österreich                      | 3 : 0    |
| Goran Ivanišević                   | Oliver Fuchs                    | 6:4, 6:2 |
| Goran Prpić                        | Alex Antonitsch                 | 6:1, 6:1 |
| Goran Prpić / Slobodan Živojinović | Thomas Buchmayer / Oliver Fuchs | 7:6, 6:3 |
| Datum: 23./24. Mai 1990            |                                 |          |

| \| Datum: 23./24. Mai 1990 \|     |                                   |               |
| Argentinien                       | Schweden                          | 3 : 0         |
| Martín Jaite                      | Stefan Edberg                     | 3:6, 6:2, 6:4 |
| Alberto Mancini                   | Jonas Svensson                    | 6:4, 6:2      |
| Javier Frana / Christian Miniussi | Stefan Edberg / Magnus Gustafsson | 6:3, 7:6      |
| Datum: 23./24. Mai 1990           |                                   |               |

| \| Datum: 24./25. Mai 1990 \|           |                                   |               |
| Jugoslawien                             | Argentinien                       | 2 : 1         |
| Goran Ivanišević                        | Alberto Mancini                   | 6:4, 6:0      |
| Goran Prpić                             | Martín Jaite                      | 7:6, 4:6, 7:6 |
| Goran Ivanišević / Slobodan Živojinović | Javier Frana / Christian Miniussi | 3:6, aufgg.   |
| Datum: 24./25. Mai 1990                 |                                   |               |

| \| Datum: 24./25. Mai 1990 \|     |                                 |          |
| Schweden                          | Österreich                      | 3 : 0    |
| Jonas Svensson                    | Alex Antonitsch                 | 6:4, 6:3 |
| Stefan Edberg                     | Thomas Muster                   | 6:2, 6:4 |
| Stefan Edberg / Magnus Gustafsson | Thomas Buchmayer / Oliver Fuchs | 6:4, 6:1 |
| Datum: 24./25. Mai 1990           |                                 |          |

## Finalrunde
| \| Datum: 26./27. Mai 1990 \|      |                           |               |
| Jugoslawien                        | Vereinigte Staaten        | 2 : 1         |
| Goran Prpić                        | Brad Gilbert              | 6:4, 6:4      |
| Goran Ivanišević                   | Jim Courier               | 3:6, 7:5, 6:1 |
| Goran Prpić / Slobodan Živojinović | Ken Flach / Robert Seguso | 5:7, 6:7      |
| Datum: 26./27. Mai 1990            |                           |               |

| Sieger des World Team Cup 1990 |
| ------------------------------ |
| Jugoslawien                    |